# Uuramonsaari
Uuramonsaari är en ö i Finland. Den ligger i sjön Pyhäjärvi och i kommunerna Birkala och Lembois i den ekonomiska regionen Tammerfors och landskapet Birkaland, i den södra delen av landet, 150 km nordväst om huvudstaden Helsingfors. Öns area är 3,6 hektar och dess största längd är 360 meter i sydöst-nordvästlig riktning.